# Ranisav Jovanović
Ranisav Jovanović (Berlino Ovest, 5 novembre 1980) è un ex calciatore tedesco di origine serba, di ruolo attaccante.

## Biografia
Nell'agosto del 2009 si rende protagonista di una rissa durante un allenamento del Fortuna Düsseldorf che coinvolse anche il compagno Robert Palikuća: dopo aver spinto a terra Palikuća, Jovanović provò a strangolarlo prima che gli altri compagni riuscissero a dividere i due litiganti.

## Carriera

### Giocatore
Nell'estate del 2012 si accorda a parametro 0 col Duisburg, militante in 2. Fußball-Bundesliga, seconda divisione del campionato tedesco.
Al termine della stagione, dopo che la squadra non ottenne la licenza per partecipare alla stagione successiva di 2. Fußball-Bundesliga rimane svincolato e si accasa al Sandhausen, club di 2. Fußball-Bundesliga.
Dopo tre stagioni, nell'estate del 2016 si accasa al FSV Francoforte, club militante in 3. Liga, terza lega tedesca. Dopo un solo anno decide di lasciare il club e ritirarsi dal calcio giocato.

### Allenatore
Nell'ottobre del 2018 diventa allenatore dell'SC Düsseldorf-West, club di Oberliga Niederrhein, quinto livello del campionato tedesco. Al termine della stagione la squadra non è riuscita ad evitare la retrocessione e lui è stato sollevato dall'incarico.

### Dirigente
Dal 2019 lavora presso l'accademia del Paris Saint-Germain di Oberhausen.

## Statistiche

### Presenze e reti nei club
Statistiche aggiornate al 20 luglio 2021.
| Stagione                  | Squadra                   | Campionato                | Campionato | Campionato | Coppe nazionali | Coppe nazionali | Coppe nazionali | Coppe continentali | Coppe continentali | Coppe continentali | Altre coppe | Altre coppe | Altre coppe | Totale | Totale |
| Stagione                  | Squadra                   | Comp                      | Pres       | Reti       | Comp            | Pres            | Reti            | Comp               | Pres               | Reti               | Comp        | Pres        | Reti        | Pres   | Reti   |
| ------------------------- | ------------------------- | ------------------------- | ---------- | ---------- | --------------- | --------------- | --------------- | ------------------ | ------------------ | ------------------ | ----------- | ----------- | ----------- | ------ | ------ |
| 2000-2001                 | TeBe Berlino II           | RL                        | 15         | 1          | -               | -               | -               | -                  | -                  | -                  | -           | -           | -           | 15     | 1      |
| 2000-2001                 | TeBe Berlino              | RL                        | 2          | 3          | CG              | 0               | 0               | -                  | -                  | -                  | -           | -           | -           | 2      | 3      |
| 2001-2002                 | TeBe Berlino              | OL                        | 30         | 10         | -               | -               | -               | -                  | -                  | -                  | -           | -           | -           | 30     | 10     |
| Totale TeBe Berlino       | Totale TeBe Berlino       | Totale TeBe Berlino       | 32         | 13         |                 | 0               | 0               |                    | -                  | -                  |             | -           | -           | 32     | 13     |
| 2002-2003                 | Dinamo Dresda             | RL                        | 28         | 7          | -               | -               | -               | -                  | -                  | -                  | -           | -           | -           | 28     | 7      |
| 2003-2004                 | Dinamo Dresda             | RL                        | 33         | 7          | CG              | 1               | 0               | -                  | -                  | -                  | -           | -           | -           | 34     | 7      |
| Totale Dinamo Dresda      | Totale Dinamo Dresda      | Totale Dinamo Dresda      | 61         | 14         |                 | 1               | 0               |                    | -                  | -                  |             | -           | -           | 62     | 14     |
| 2004-2005                 | Magonza                   | BL                        | 16         | 0          | CG              | 0               | 0               | -                  | -                  | -                  | -           | -           | -           | 16     | 0      |
| 2005-gen. 2006            | Magonza                   | BL                        | 2          | 0          | CG              | 0               | 0               | CU                 | 1                  | 0                  | -           | -           | -           | 3      | 0      |
| 2004-2005                 | Magonza II                | RL                        | 5          | 2          | -               | -               | -               | -                  | -                  | -                  | -           | -           | -           | 5      | 2      |
| 2005-gen. 2006            | Magonza II                | RL                        | 1          | 1          | CG              | 1               | 0               | -                  | -                  | -                  | -           | -           | -           | 2      | 1      |
| Totale Magonza II         | Totale Magonza II         | Totale Magonza II         | 6          | 3          |                 | 1               | 0               |                    | -                  | -                  |             | -           | -           | 7      | 3      |
| gen.-giu. 2006            | Rot Weiss Ahlen           | 2L                        | 17         | 3          | CG              | 0               | 0               | -                  | -                  | -                  | -           | -           | -           | 17     | 3      |
| 2006-2007                 | Magonza                   | BL                        | 26         | 2          | CG              | 1               | 0               | -                  | -                  | -                  | -           | -           | -           | 26     | 2      |
| 2007-2008                 | Magonza                   | 2L                        | 13         | 0          | CG              | 1               | 0               | -                  | -                  | -                  | -           | -           | -           | 14     | 0      |
| lug.-set. 2008            | Magonza                   | 2L                        | 0          | 0          | CG              | 1               | 0               | -                  | -                  | -                  | -           | -           | -           | 1      | 0      |
| Totale Magonza            | Totale Magonza            | Totale Magonza            | 57         | 2          |                 | 3               | 0               |                    | 1                  | 0                  |             | -           | -           | 61     | 2      |
| set. 2008-2009            | Fortuna Düsseldorf        | 3L                        | 29         | 8          | CG              | 0               | 0               | -                  | -                  | -                  | LN          | 1           | 1           | 30     | 9      |
| 2009-2010                 | Fortuna Düsseldorf        | 2L                        | 22         | 7          | CG              | 1               | 0               | -                  | -                  | -                  | -           | -           | -           | 23     | 7      |
| 2010-2011                 | Fortuna Düsseldorf        | 2L                        | 18         | 0          | CG              | 1               | 0               | -                  | -                  | -                  | -           | -           | -           | 19     | 0      |
| 2011-2012                 | Fortuna Düsseldorf        | 2L                        | 17+2       | 4+1        | CG              | 1               | 0               | -                  | -                  | -                  | -           | -           | -           | 20     | 5      |
| Totale Fortuna Düsseldorf | Totale Fortuna Düsseldorf | Totale Fortuna Düsseldorf | 88         | 20         |                 | 3               | 0               |                    | -                  | -                  |             | 1           | 1           | 92     | 21     |
| 2011-2012                 | F. Düsseldorf II          | RL                        | 3          | 2          | -               | -               | -               | -                  | -                  | -                  | -           | -           | -           | 3      | 2      |
| 2012-2013                 | Duisburg                  | 2L                        | 26         | 4          | CG              | 1               | 0               | -                  | -                  | -                  | -           | -           | -           | 27     | 4      |
| 2013-2014                 | Sandhausen                | 2L                        | 25         | 6          | CG              | 2               | 2               | -                  | -                  | -                  | -           | -           | -           | 27     | 8      |
| 2014-2015                 | Sandhausen                | 2L                        | 9          | 1          | CG              | 0               | 0               | -                  | -                  | -                  | -           | -           | -           | 9      | 1      |
| 2015-2016                 | Sandhausen                | 2L                        | 24         | 6          | CG              | 0               | 0               | -                  | -                  | -                  | -           | -           | -           | 24     | 6      |
| Totale Sandhausen         | Totale Sandhausen         | Totale Sandhausen         | 58         | 13         |                 | 2               | 2               |                    | -                  | -                  |             | -           | -           | 60     | 15     |
| 2016-2017                 | FSV Francoforte           | 3L                        | 20         | 0          | CG              | 1               | 0               | -                  | -                  | -                  | LH          | 2           | 1           | 23     | 1      |
| Totale carriera           | Totale carriera           | Totale carriera           | 383        | 75         |                 | 12              | 2               |                    | 1                  | 0                  |             | 3           | 2           | 399    | 79     |